# Charinus iuiu
Espèce
Charinus iuiu est une espèce d'amblypyges de la famille des Charinidae.

## Distribution
Cette espèce est endémique de Bahia au Brésil. Elle se rencontre à Iuiú dans les grottes Lapa do Baixão et Toca Fria.

## Description
Charinus iuiu mesure de 10,40 à 13,92 mm.

## Étymologie
Son nom d'espèce lui a été donné en référence au lieu de sa découverte, Iuiú.

## Publication originale
- Vasconcelos & Ferreira, 2016 : « Description of two new species of Charinus Simon, 1892 from Brazilian caves with remarks on conservation (Arachnida: Amblypygi: Charinidae). » Zootaxa, no 4072(2), p. 185–202.